# Dan Glans
Dan Glans (Dan Christer Glans; * 2. Mai 1947 in Tyringe) ist ein ehemaliger schwedischer Hindernis- und Langstreckenläufer.
1974 schied er bei den Halleneuropameisterschaften in Göteborg über 3000 Meter im Vorlauf aus und wurde bei den Europameisterschaften in Rom Neunter über 3000 Meter Hindernis. 1975 wurde er bei den Halleneuropameisterschaften in Katowice Achter über 3000 Meter.
Im Jahr darauf scheiterte er bei den Halleneuropameisterschaften 1976 in München über 3000 Meter in der ersten Runde. Bei den Olympischen Spielen in Montreal wurde er Siebter über 3000 Meter Hindernis.
1977 kam er bei den Crosslauf-Weltmeisterschaften in Düsseldorf auf Rang 38 und erreichte beim Weltcup in Düsseldorf über 3000 Meter Hindernis nicht das Ziel. 1978 wurde er bei den Halleneuropameisterschaften in Mailand Vierter über 3000 Meter. Bei den Crosslauf-Weltmeisterschaften in Glasgow erreichte er nicht das Ziel, und bei den Europameisterschaften in Prag schied er über 3000 Meter Hindernis im Vorlauf aus.
Bei weiteren Teilnahmen an den Crosslauf-Weltmeisterschaften erreichte er 1983 in Gateshead nicht das Ziel und kam 1984 in East Rutherford auf den 161. Platz.
Je fünfmal wurde er Schwedischer Meister über 3000 Meter Hindernis (1973, 1974, 1976, 1977, 1979) und im Crosslauf auf der Langstrecke (1975–1979), dreimal über 5000 Meter (1974–1976), zweimal im 25-km-Straßenlauf (1977, 1979), und je einmal über 10.000 Meter (1976) und im Crosslauf auf der Kurzstrecke (1984). 1984 wurde er Schwedischer Hallenmeister über 3000 Meter.

## Persönliche Bestleistungen
- 3000 m: 7:42,24 min, 5. Juli 1979, Oslo (nationaler Rekord)
  - Halle: 7:51,17 min, 12. März 1978, Mailand (ehemaliger nationaler Rekord)
- 5000 m: 13:22,1 min, 7. August 1979, Göteborg
- 10.000 m: 28:29,28 min, 6. August 1977, Göteborg
- Stundenlauf: 19.879 m, 12. November 1975, Malmö (nationaler Rekord)
- 20.000 m: 1:00:17,4 h, 12. November 1975, Malmö (nationaler Rekord)
- 25-km-Straßenlauf: 1:18:47 h, 13. Mai 1979, Kil (ehemaliger nationaler Rekord)
- 3000 m Hindernis: 8:15,32 min, 10. August 1976, Stockholm